# Выравнивания Сиэтла

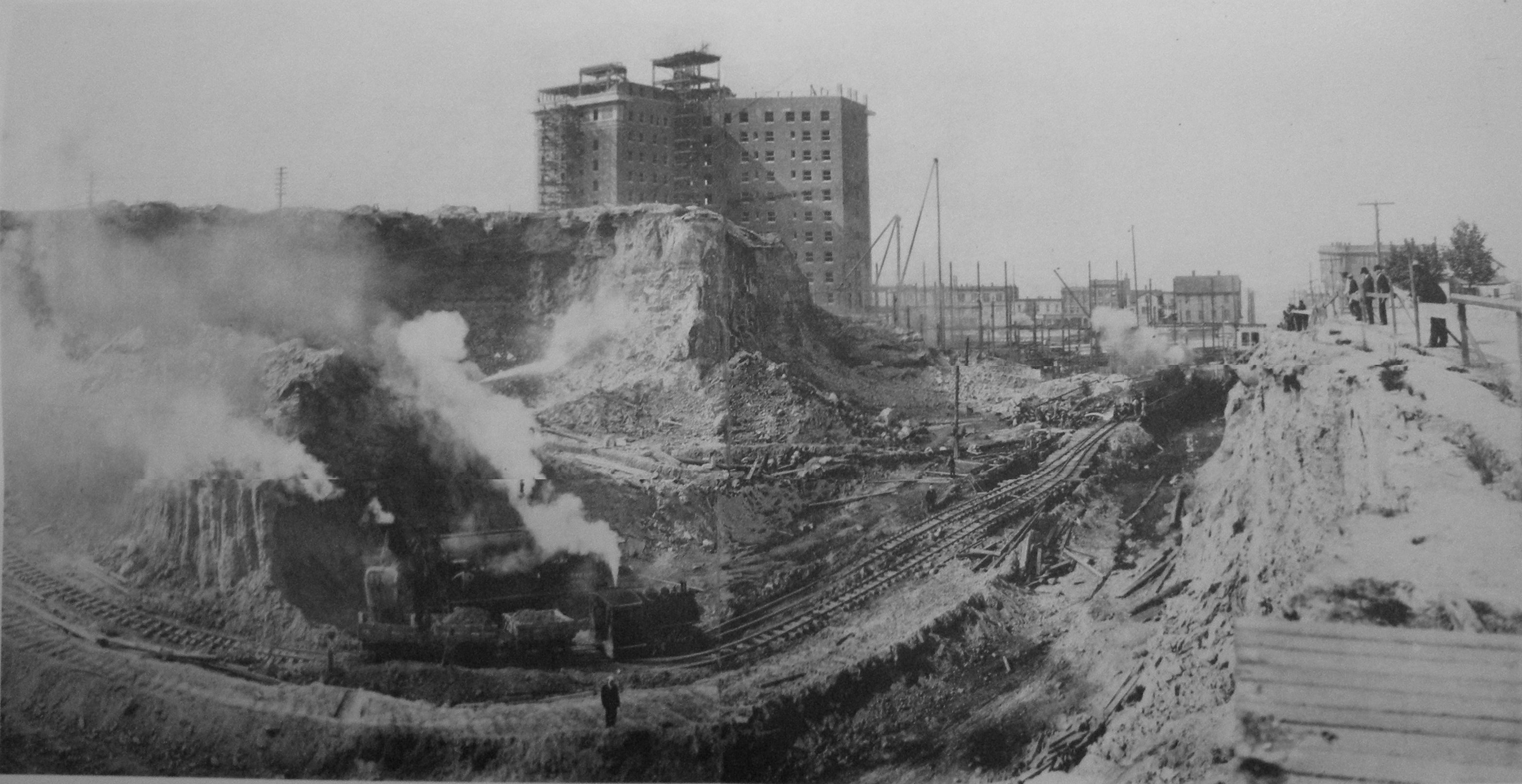
Процесс выравнивания около 1907 года. Строящееся здание — отель «Нью Вашингтон», ныне «Джозефиниум» на углу Второй авеню и улицы Стюарт.

Топография центральной части Сиэтла была радикально изменена в результате серии выравниваний рельефа в первое столетие существования города, что, возможно, стало крупнейшим подобным изменением городского рельефа в то время.
Сердце Сиэтла, крупнейшего города штата Вашингтон, находится на перешейке между морским заливом Эллиотт и пресноводным озером Вашингтон. Холмы Кэпитол, Фёрст и Бикон в совокупности образовывали хребет вдоль этого перешейка. Кроме того, во время основания города на территории, которая в настоящее время носит название Беллтаун или Денни-Ригрейд, возвышался крутой холм Денни.
Когда европейские поселенцы впервые прибыли в Сиэтл в начале 1850-х годов, приливы и отливы залива Эллиотт омывали основание холма Бикон. Первоначальное место поселения, ставшего Сиэтлом — ныне район Пайонир-сквер — представляло собой низменный остров. В результате серии перекопов были выровнены дороги, скопан холм Денни, а большая часть холма Джексон (остатки которого сохранились вдоль Мэйн-стрит в районе Интернэшнл-дистрикт) превратилась в почти каньон между холмами Фёрст и Бикон. Примерно 50 млн т земли, вывезенной в результате этих 60 перекопов, послужили основой для строительства городской набережной и коммерческого района, ныне известного как СОДО, а также для отсыпки острова Харбор, который на тот момент стал самым большим искусственным островом в мире.

## Ранние годы

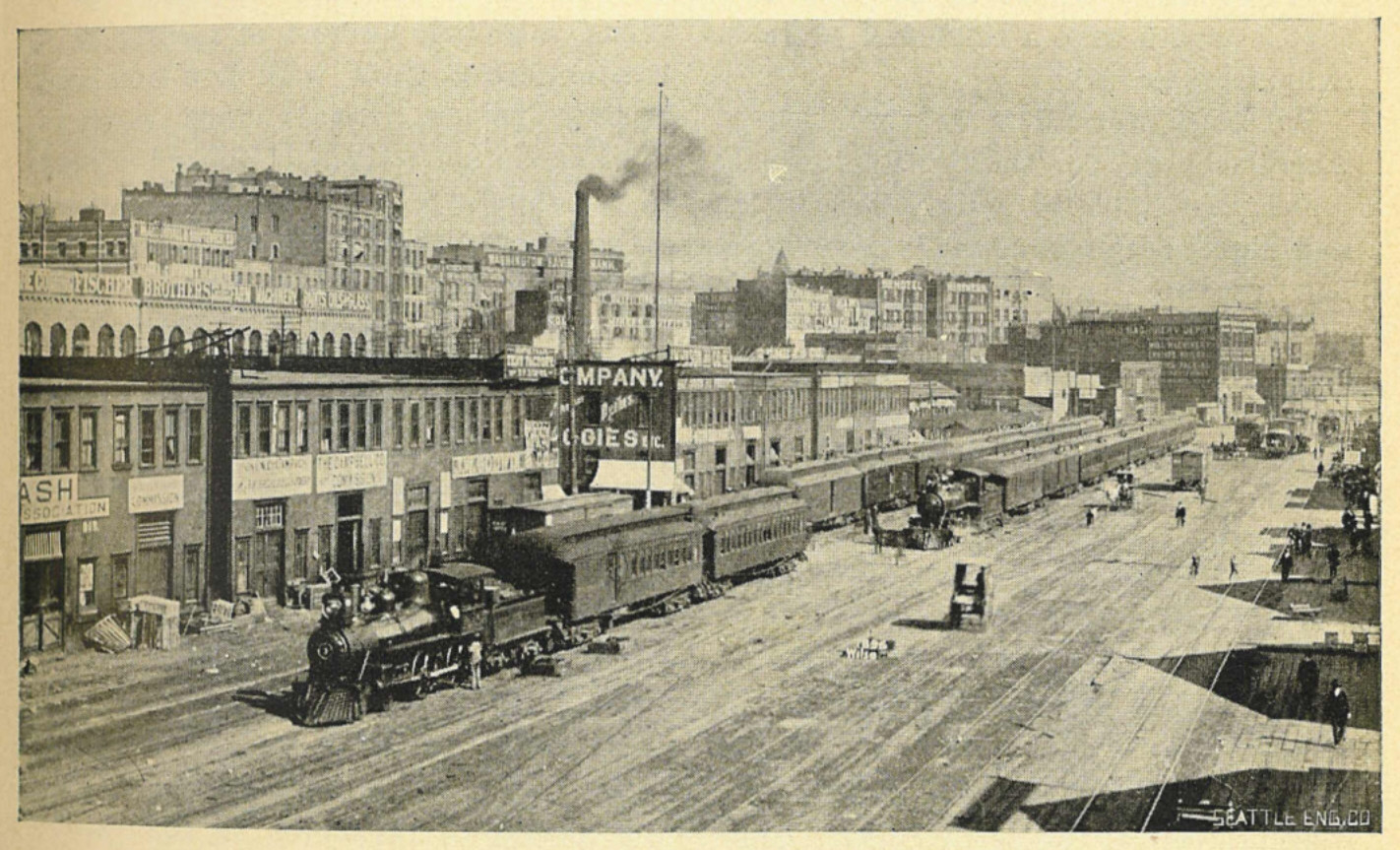
Рэйлроуд-авеню, ныне Alaskan Way, изображенная здесь в 1900 году, была построена на отсыпке грунта от ранних выравниваний. Справа на этой фотографии находятся причалы Центральной набережной.

Первые 58 выравниваний в Сиэтле «состояли в основном из срезания верхушек с высоких мест и сбрасывания земли в низины и на пляж». В результате была заполнена территория вдоль бывшего пляжа, что привело к образованию центральной набережной. Сегодняшние Западная авеню и Аляскан Вэй лежат на этом намыве.
Эти неофициальные выравнивания перестали проводиться примерно около 1900 года; более поздние выравнивания обычно касались тех районов, которые уже подверглись некоторой застройке. Городской инженер Реджинальд Томсон заработал свой авторитет в 1900 году. Он успешно обеспечил город достаточным количеством пресной воды, проведя трубопровод от реки Сидар. Затем он занялся разравниванием высоких холмов, возвышавшихся к югу и северу от оживленного центра города. Главной задачей работы Томсона в Сиэтле было соединить разрозненные части города вместе, чтобы можно было легче добираться между ними. Томсон говорил, что город застраивал землю, «мало заботясь о том, будут ли улицы когда-либо использоваться или нет, основная идея, очевидно, заключалась в том, чтобы продать участки».

## Пересечение через холм Бикон
Первая неудачная попытка пробить хребет Кэпитол-Фёрст-Бикон была предпринята в конце этой эпохи неофициальных выравниваний. В 1895 году бывший губернатор Юджин Семпл (1840—1908) предложил несколько амбициозных планов по реорганизации Сиэтла. Один из них, который он осуществил в 1901 году, предусматривал прокладку канала от залива Эллиотт до озера Вашингтон через Бикон примерно в районе улицы Спокан, со сбросом земли в приливные отмели. Его попытка потерпела неудачу из-за нестабильных почв, которые вызвали несколько обрушений, а также из-за юридических и политических манёвров судьи Томаса Берка и других сторонников Великой Северной железной дороги. Судовой канал озера Вашингтон в конечном итоге прошёл по маршруту к северу от центра города, которому отдавал предпочтение Берк, с использованием существующих озёр и заливов. Семпл оставил после себя каньон, который сейчас используется развязкой с улицы Спокан на межштатную автомагистраль Interstate 5.
Реджинальд Томсон возобновил работу по прорезке через холм Бикон, чтобы соединить центр Сиэтла с районом Рейнир-вэлли, что стало первой из его крупных выравниваний города, однако он сделал прорезь дальше на север. Выравнивание холма Джексон (англ. Jackson Regrade) между 1907 и 1910 годами сократило тот на 85 футов (25,9 м), что потребовало сноса общественной Южной школы и первой Академии Святых Имен, но обеспечило заполнение пляжа ниже холма Бикон, который простирался на юг от улицы Кинг, в результате чего возник современный район СОДО. Улица Джексон стала медленно подниматься вверх от залива Эллиотт на западе до Центрального района к востоку от хребта Кэпитол-Фёрст-Бикон.
Вскоре после этого, к югу от выравнивания холма Джексон, выравнивание улицы Дирборн проделало ещё более глубокий пролом в хребте. В одном месте уровень земли был понижен на 108 футов (32,9 м); было перемещено 1,6 миллиона кубических ярдов (1 223 288 м³) земли. Как и в случае с заброшенным каналом Семпла, произошло несколько оползней и было разрушено много домов, которые первоначально не планировалось сносить.
Образовавшийся разрыв на улице Дирборн был достаточно глубоким, чтобы потребовался мост, идущий примерно с севера на юг. Первоначально мост назывался мостом 12-й южной авеню (12th Avenue South Bridge), а теперь известен как мост Хосе П. Ризаля (Jose P. Rizal Bridge) и включен в Национальный реестр исторических мест.

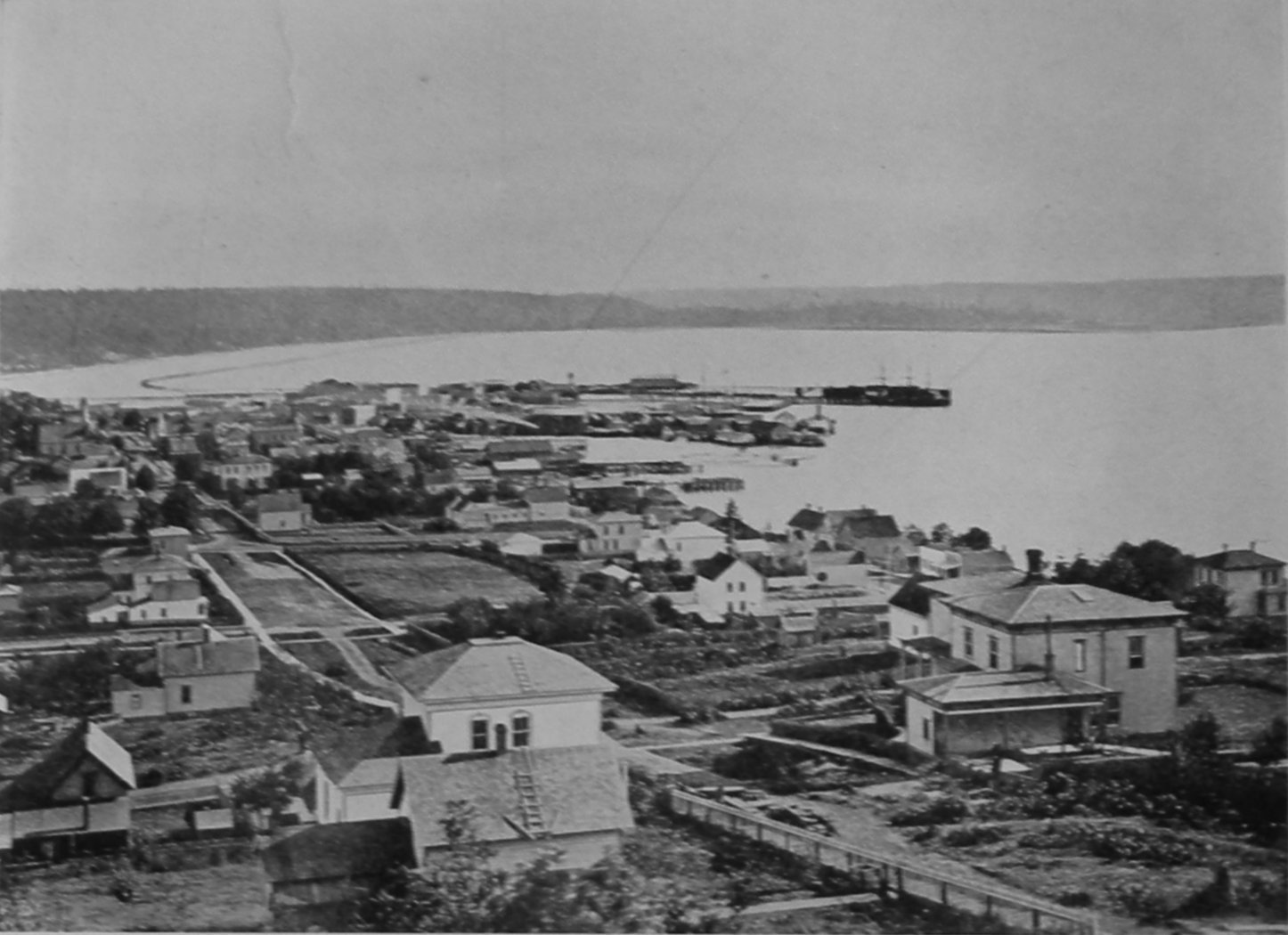
Вид на юг с улицы Пайн на южном склоне холма Денни, 1880 год. Широкий залив у подножия холма Бикон сейчас является местом расположения района СОДО[англ.].
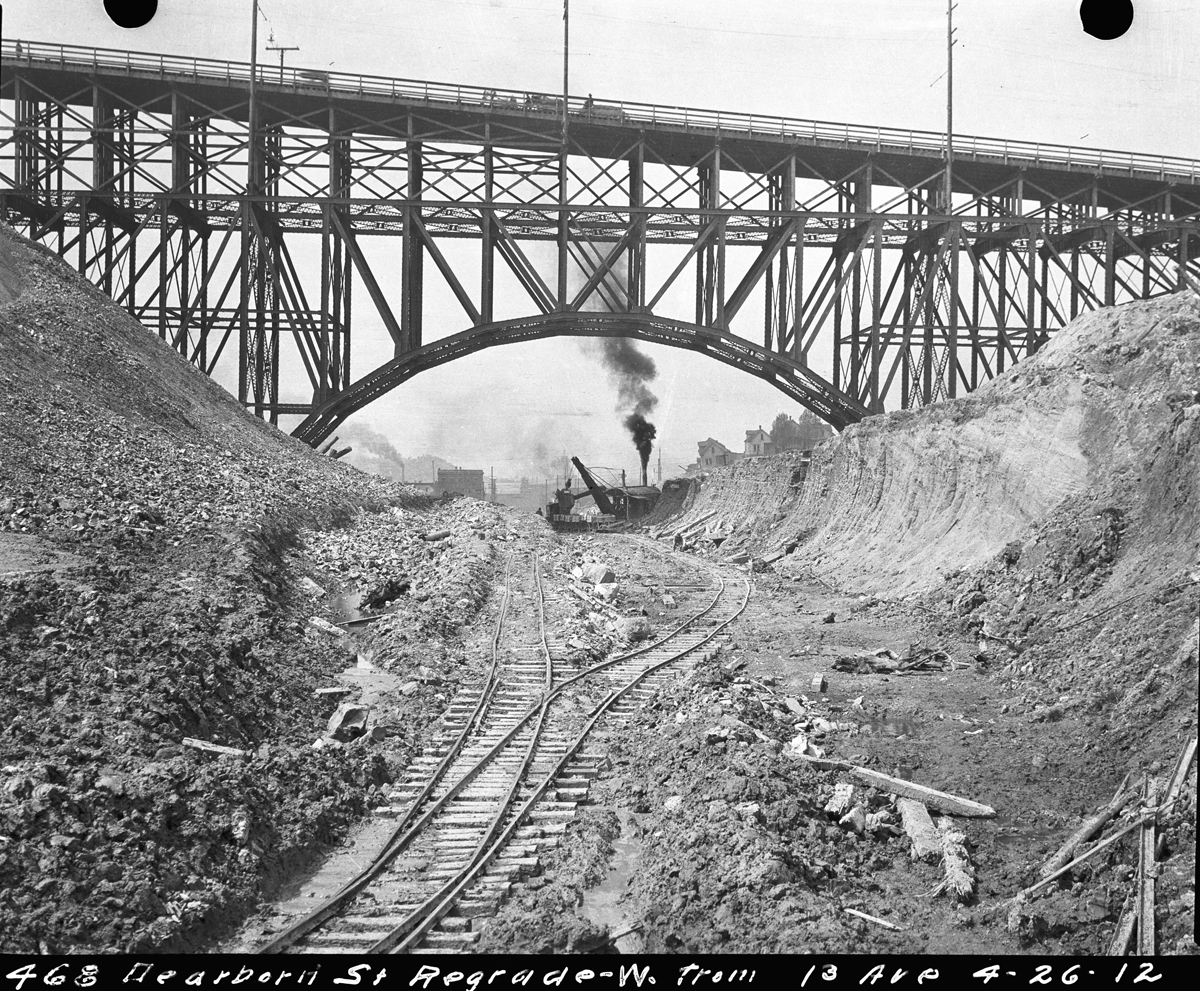
Прокапывание через холм Дирборн, 1912 год. Вид на запад, в сторону моста 12-й южной авеню/мост Хосе П. Ризаля[англ.], построенного в предыдущем году.

## «Денни-Ригрейд»

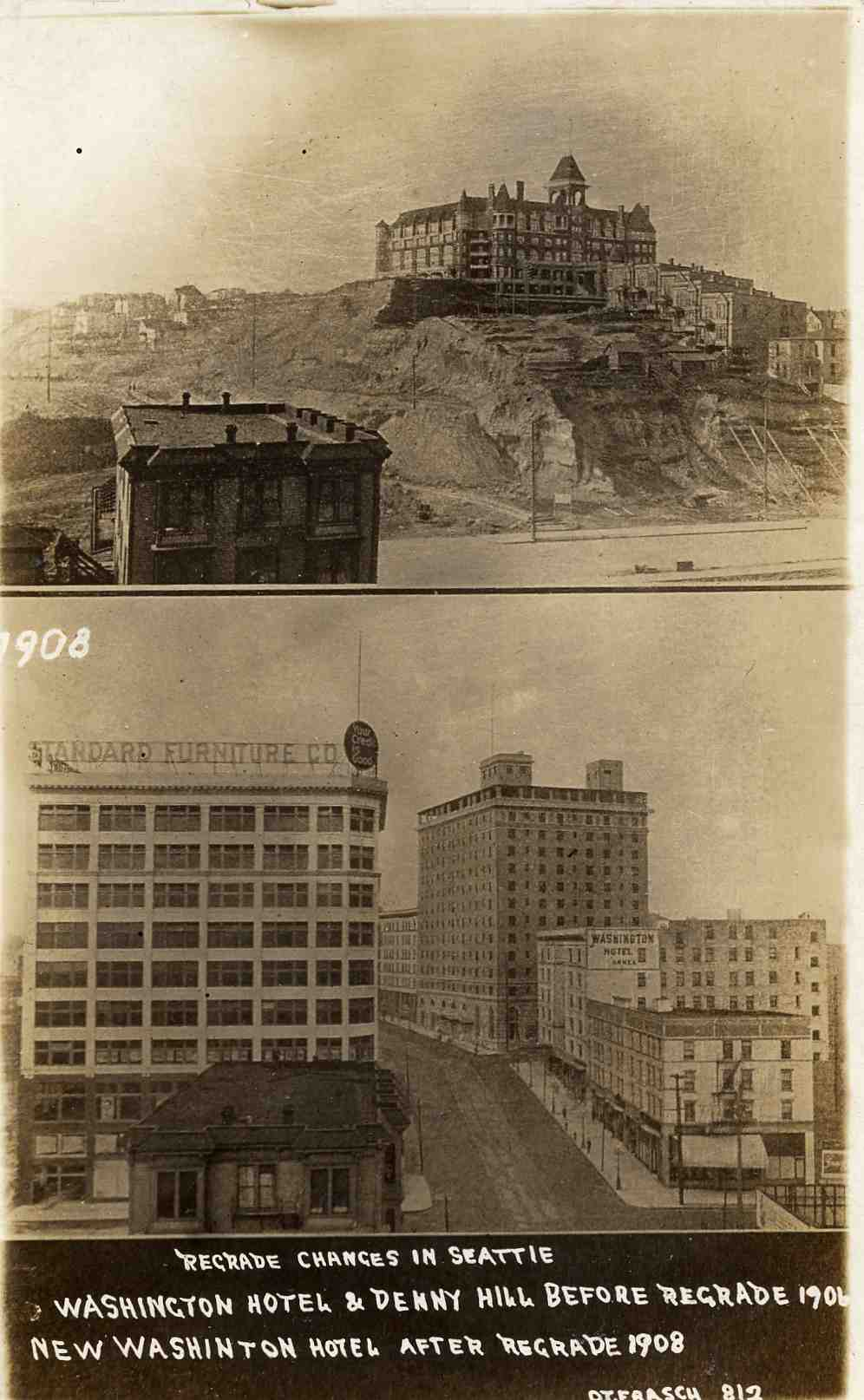
На верхней половине открытки изображена гостиница «Вашингтон» на вершине холма Денни до проведения первого выравнивания холма Денни; на нижней — гостиница «Нью Вашингтон» (темное здание, ныне «Джозефинум»), построенная на новом выровненном участке

Процесс выравнивания, названный «Денни-Ригрейд» (англ. Denny Regrade), начался раньше, чем выравнивания Джексон (англ. Jackson Regrade) и Дирборн (англ. Dearborn Regrade), но последний этап был завершен лишь спустя несколько десятилетий. До проведения выравнивания на вершине холма возвышались школа Денни и элитный отель «Вашингтон», а также многочисленные жилые дома. Двухэтажная школа Денни находилась на улице Бэттери, между Пятой и Шестой авеню, и считалась «красивой в высшей степени».
Городской инженер Реджинальд Томсон считал холм Денни самым большим препятствием поездкам в другие места города. Хотя в ретроспективе это явление называют «Денни-Ригрейд» (англ. Denny Regrade, позднее стало названием района), на самом деле было проведено несколько отдельных выравниваний холма Денни, начиная с усилий частных предпринимателей. Около 1900 года владельцы недвижимости вдоль относительно низменной Первой авеню взяли на себя обязательство проложить траншею от улицы Пайк до улицы Сидар. В 1904 году аналогичная прорезь (но по инициативе города) понизила Вторую авеню; примерно в то же время южная часть холма была срезана в ходе выравнивания улиц Пайк и Пайн между Второй и Пятой авеню.
Первый проект по выравниванию холма Денни (1908—1911 гг.) состоял в смывании всей половины холма, расположенной ближе всего к набережной. Это примерно 27 городских кварталов, простирающихся от улицы Пайн до улицы Сидар и от Второй до Пятой авеню. В день из озера Юнион выкачивалось 20 000 000 американских галлонов (75 708 кубических метров) воды, которые затем направлялись в виде струй воды на холм Денни. Таким образом земля с холма смывалась через туннели в залив Эллиотт.
В значительной степени мотивацией выравнивания было увеличение стоимости земли, но открывшаяся территория — сердце современного Беллтауна — была отрезана от остальной части города оставшейся восточной половиной холма, западная сторона которого не имела никакого подъездного пути. Между тем, владельцы недвижимости и инвесторы не решались строить на оставшейся части холма, поскольку считали вероятным, что их здания в конечном итоге будут снесены на следующем этапе процесса выравнивания, который уже шел полным ходом.
В результате в феврале 1929 года был начат второй проект по выравниванию холма Денни, продолжавшийся 22 месяца. На этот раз в ход пошли экскаваторы, а не смывание. Земля доставлялась на набережную конвейерными лентами, затем помещалась на специально сконструированные баржи и сбрасывалась в глубокую воду. Баржи были специально спроектированы так, чтобы их опрокидывание было контролируемым. Они были симметричны; можно было открыть специальный шлюз, который заполнял водой одну сторону лодки. За три минуты судно опрокидывалось, сбрасывало груз, всплывало, опорожняло бак и выправлялось.
Одним из зданий, снесенных в ходе второго выравнивания, была школа Денни на улице Бэттери между Пятой и Шестой авеню. Открытая в 1884 году, она описывалась как «архитектурная жемчужина… лучшее школьное здание на Западном побережье».
Пока проводилась перепланировка 38 кварталов, в стране началась Великая депрессия, радикально сократившая спрос на землю. Большинство новых участков пустовало до 1940-х годов; район (особенно к востоку от Шестой авеню) оставался «серой зоной» до начала XXI века, когда он, наконец, начал обретать очертания обновленного района Саут-лейк-юнион.
Томас Берк подверг сомнению идею выравнивания холма Денни, заявив репортеру на вечеринке по случаю закрытия отеля «Вашингтон», что «с коммерческой точки зрения, и, конечно, с эстетической, было бы гораздо лучше сохранить холм Денни, проведя под ним Третью авеню, и таким образом добиться желаемого результата, сохранив во всех отношениях природную красоту, которая так много значит для любого города».

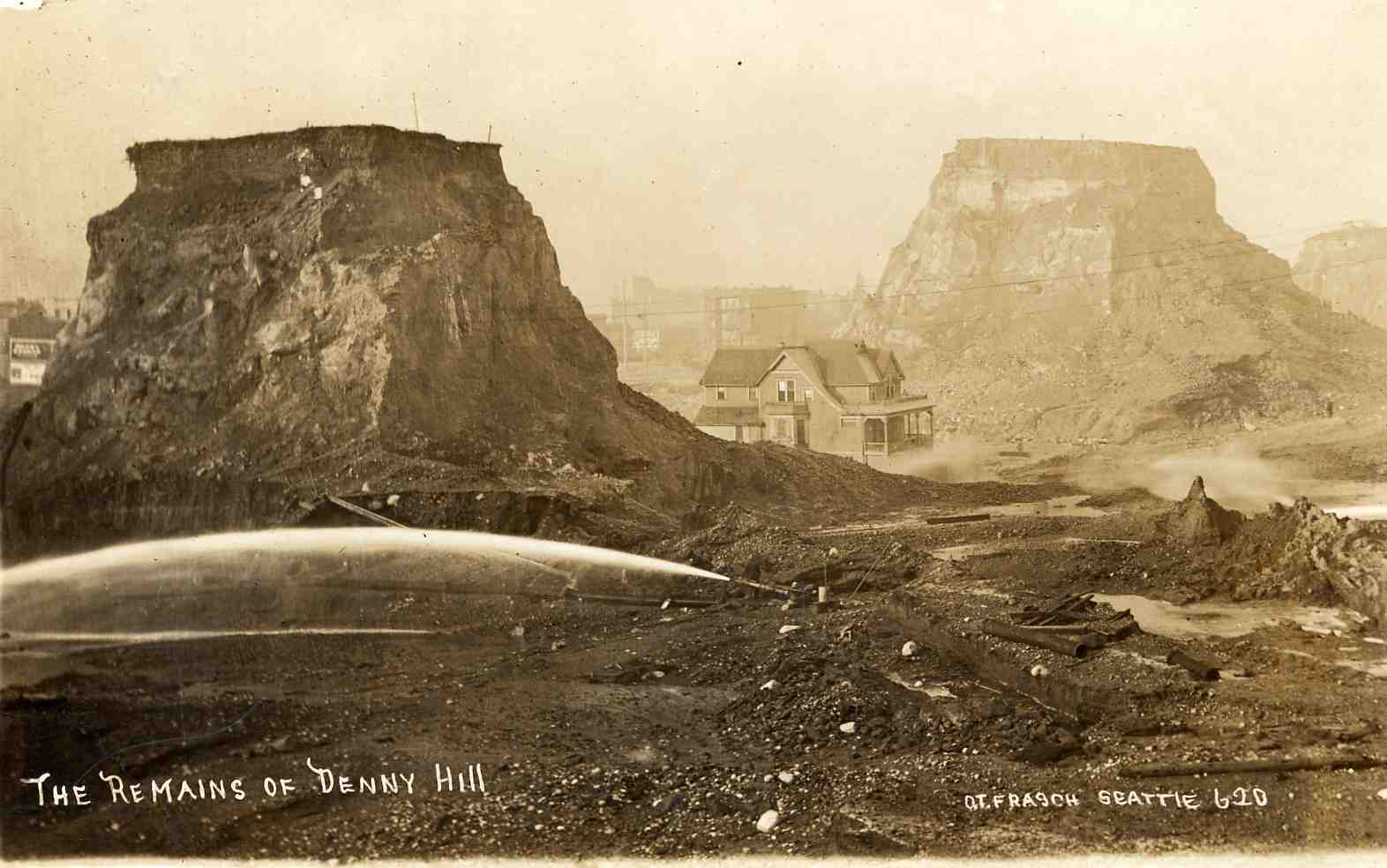
Первое выравнивание холма Денни в процессе, 1910
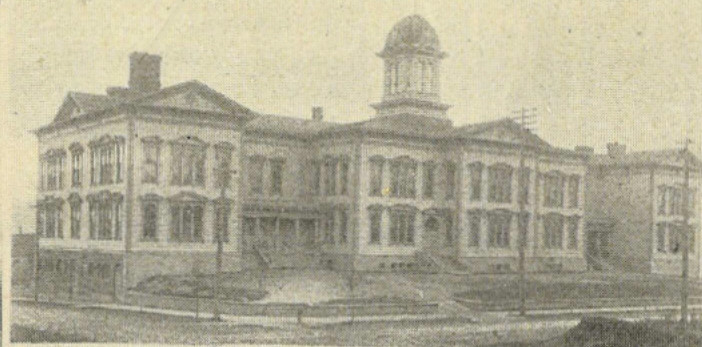
Построенная в 1884 году Школа Денни (на снимке 1900 года) на улице Бэттери между Пятой и Шестой авеню была снесена в 1928 году, став одним из многих крупных зданий, снесенных в рамках второго проекта по выравниванию холма Денни.
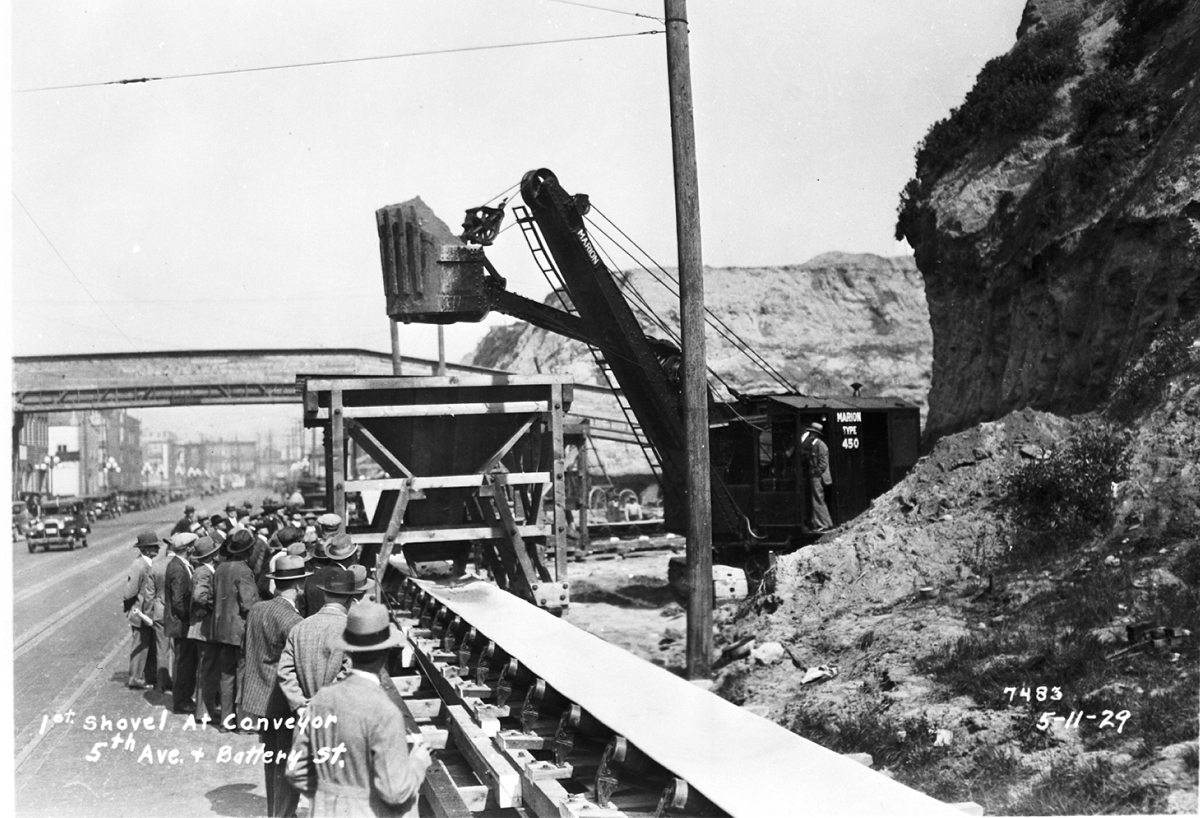
Первый экскаватор в начале второго выравнивания холма Денни, 1929 г.
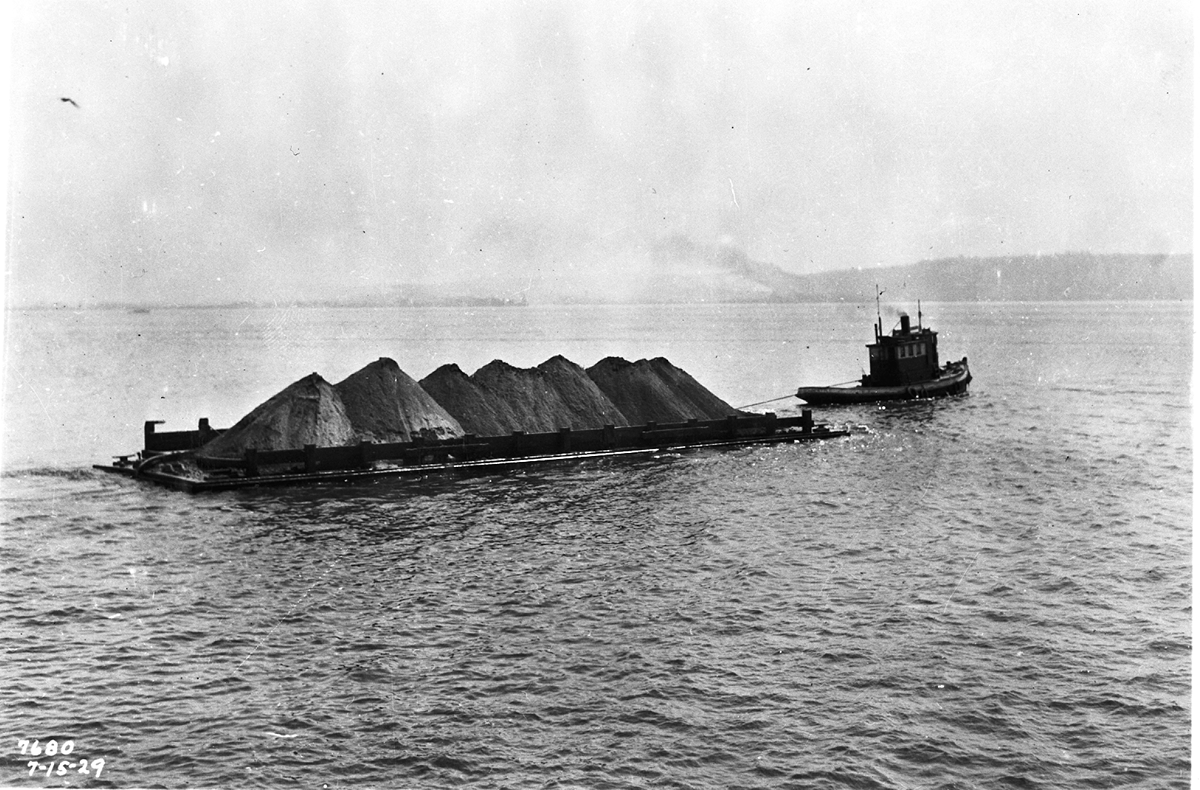
Земля, убранная во время второго проекта по выравниванию холма Денни в Сиэтле, была сброшена в залив Эллиотт с помощью самоопрокидывающихся барж
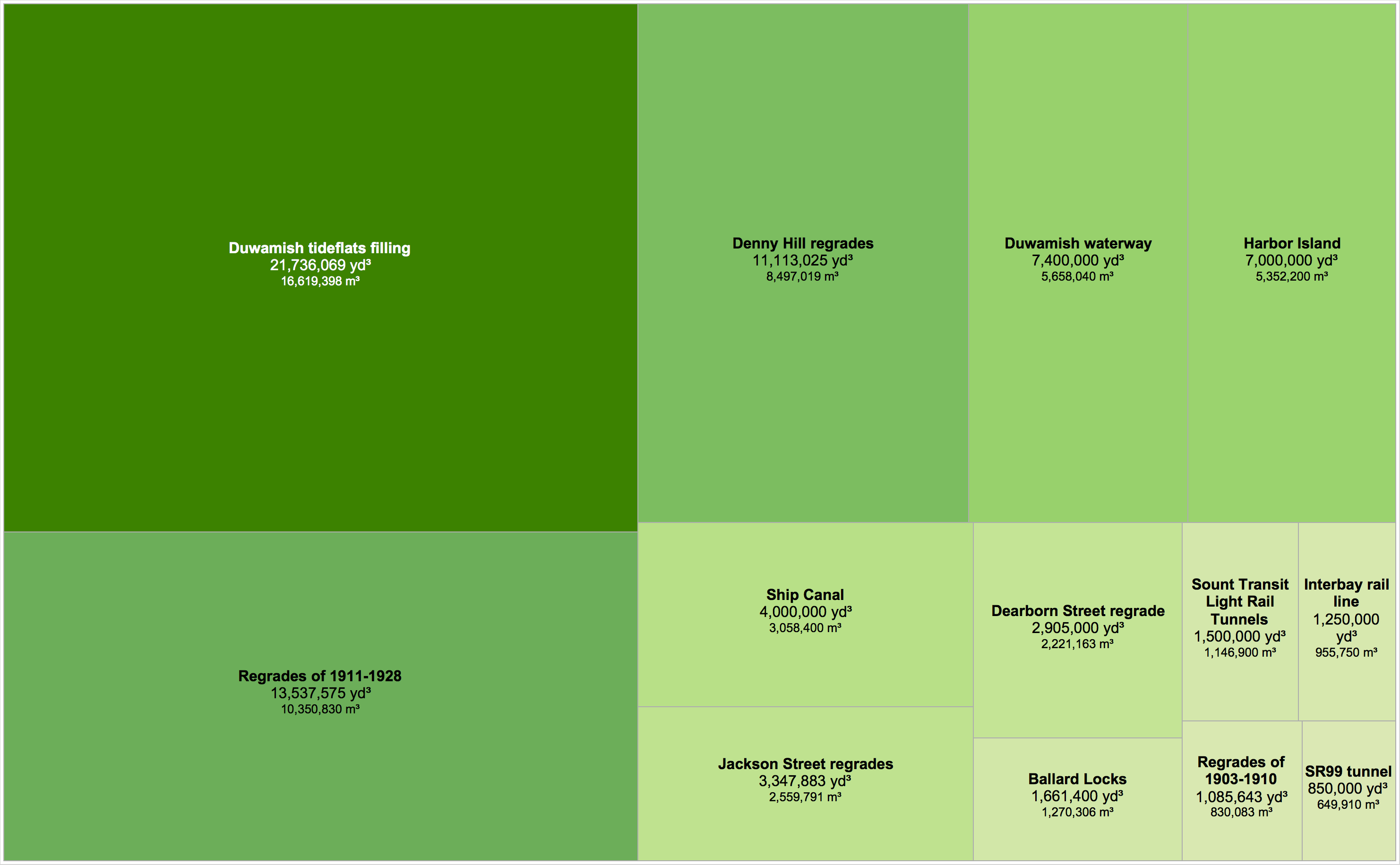
Карта, сравнивающая объемы земли, перемещенной в ходе мегапроектов, которые изменили ландшафт в Сиэтле и его окрестностях. В ходе выравниваний холма Денни и других объектов было перемещено в общей сложности более 35 миллионов кубических ярдов земли. На намыв острова Харбор ушло 7 миллионов кубических ярдов, а на проект Баллардских шлюзов[англ.] — 1,6 миллиона, что вдвое больше, чем на строительство тоннеля для замены виадука Аляскан Вэй. Выпрямление реки Дувамиш и засыпка ее приливных отмелей стали крупнейшим отдельным проектом, объем которого составил почти 22 миллиона кубических ярдов.

## Публикации
- Berner, Richard C. Seattle 1900–1920: From Boomtown, Urban Turbulence, to Restoration (англ.). — Seattle: Charles Press, 1991. — ISBN 978-0-9629889-0-5.
- Merrell, Frederica; Latoszek, Mira. Seattle's Beacon Hill (англ.). — Arcadia Publishing, 2003. — ISBN 978-0-7385-2861-8.
- Peterson, Lorin; Davenport, Noah C. Living in Seattle (англ.). — Seattle: Seattle Public Schools, 1950.
- Williams, David B. Regrading Denny Hill // Too High & Too Steep: Reshaping Seattle's Topography (англ.). — University of Washington Press, 2016. — P. 142. — ISBN 978-0295999401.